# Гатри (Кентаки)
Гатри (енгл. Guthrie) град је у америчкој савезној држави Кентаки.

## Демографија
По попису из 2010. године број становника је 1.419, што је 50 (-3,4%) становника мање него 2000. године.
| Група             | 2000.       | 2010.       |
| Белци             | 976 (66,4%) | 882 (62,2%) |
| Афроамериканци    | 429 (29,2%) | 416 (29,3%) |
| Азијати           | 3 (0,2%)    | 5 (0,4%)    |
| Хиспаноамериканци | 38 (2,6%)   | 92 (6,5%)   |
| Укупно            | 1.469       | 1.419       |